# Lijst van bewaard gebleven stoomlocomotieven in Suriname
Dit is een lijst van bewaard gebleven stoomlocomotieven in Suriname.

## Locomotieven met een spoorbreedte van 1435 mm
| foto | nummer of naam                        | Type / wielopstelling | Fabrikant                | Fabriek nr. | Bouwjaar | Locatie                                                         |
| ---- | ------------------------------------- | --------------------- | ------------------------ | ----------- | -------- | --------------------------------------------------------------- |
|      | Camden & Atlantic RR nr. 'John Lucas' | (1'B)B                | Baldwin Locomotive Works | 4287        | 1878     | Spoorweg van The Marowijne Company Peter's Mijn, Cuyuni-Bartica |

## Locomotieven met een spoorbreedte van 1280 mm
| foto | nummer of naam                 | Type / wielopstelling | Fabrikant        | Fabriek nr. | Bouwjaar | Locatie    |
| ---- | ------------------------------ | --------------------- | ---------------- | ----------- | -------- | ---------- |
|      | Suikerfabriek Mariënburg nr. ? | B                     | Du Croo & Brauns |             |          | Mariënburg |

## Locomotieven met een spoorwijdte van 1000 mm
| foto                   | nummer of naam          | Type / wielopstelling | Fabrikant        | Fabriek nr. | Bouwjaar | Locatie                                   |
| ---------------------- | ----------------------- | --------------------- | ---------------- | ----------- | -------- | ----------------------------------------- |
| 'Dam' (waarschijnlijk) | Landsspoorweg nr. 'Dam' | B                     | Krauss (München) | 6074        | 1908     | Districtscommissarissenbureau, Onverwacht |
|                        | Landsspoorweg No. ?     | B                     | Breda            | 300         | 1916     | Voormalig spoorwegemplacement, Onverwacht |